# Samochodowiec

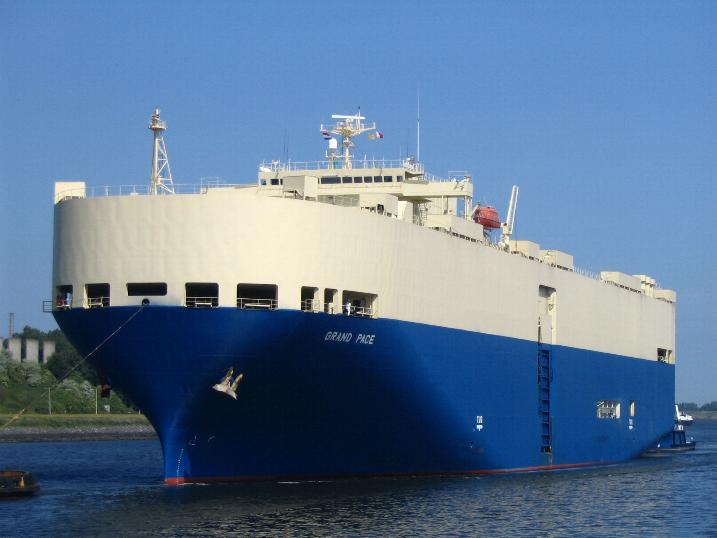
Samochodowiec „Grand Pace” podczas manewrów portowych w Porcie Rotterdam

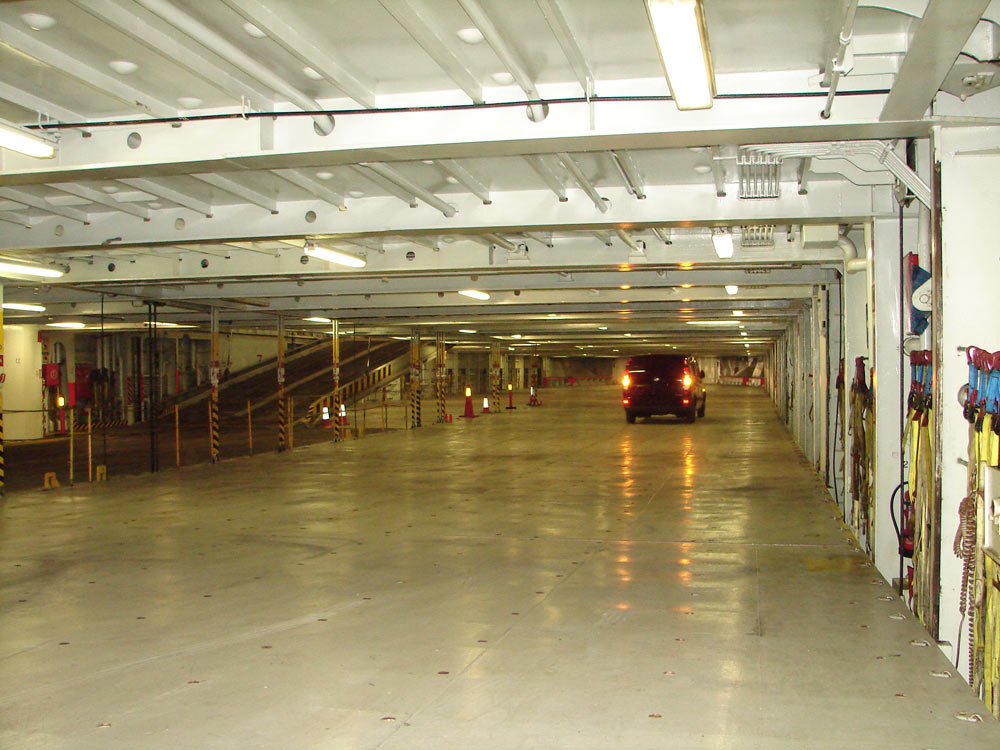
Jeden z pokładów samochodowca. Po prawej widoczne pasy do mocowania, po lewej rampa prowadząca na wyższy pokład. W pokładzie widać otwory do mocowania

Samochodowiec (ang. car carrier lub pure car carrier) – statek przeznaczony do przewozu samochodów.
Ponieważ samochody jako ładunek zajmują dużo przestrzeni przy stosunkowo niewielkiej masie, przewożenie większej ich liczby na typowych statkach drobnicowych powodowało małe wykorzystywanie nośności, a co za tym idzie, generowało duże koszty. Do przemieszczania dużej liczby samochodów zaprojektowano i zbudowano statki mogące pomieścić kilka tysięcy samochodów osobowych. Przestrzeń ładunkowa takiego statku jest podzielona na wiele pokładów o małej wysokości. Część pokładów jest ruchoma w pionie, co pozwala ładować samochody o różnej wysokości. Załadunek i rozładunek samochodów odbywa się w systemie ro-ro, czyli przez odpowiednie furty z rampami na rufie i burtach statku, łączące pokłady z nabrzeżem. Dzięki temu czas załadunku został skrócony do kilku-kilkunastu godzin. Po załadowaniu samochody są mocowane za pomocą łańcuchów lub pasów do odpowiednich uchwytów na pokładach.
Samochodowce dzieli się na oceaniczne i dowozowe (wożące samochody między portami, do których zawijają większe samochodowce oceaniczne, a portami drugorzędnymi).